# Henri Waquet
Pour les articles homonymes, voir Waquet.
Henri Waquet (Lorient, 4 mars 1887 - Quimper, 20 juillet 1958) est un archiviste et historien français.

## Origines, formation et vie professionnelle
Henri Waquet l'un des six enfants du Dr Louis Waquet et de Marie Joséphine Guermeur de Lorient est, entre autres, l'oncle de Pierre Waquet et de Philippe Waquet. Il descend de  Jacques Guermeur, député du Finistère à la Convention nationale et au Conseil des Anciens.
Élève de École nationale des chartes, il y obtient le diplôme d'archiviste paléographe avec une thèse intitulée Essai sur l’organisation et l’histoire administratives d’un bailliage royal aux XIIIe et XIVe siècles. Le bailliage de Vermandois (promotion 1911). Il devient alors membre de l'École française de Rome (1911).

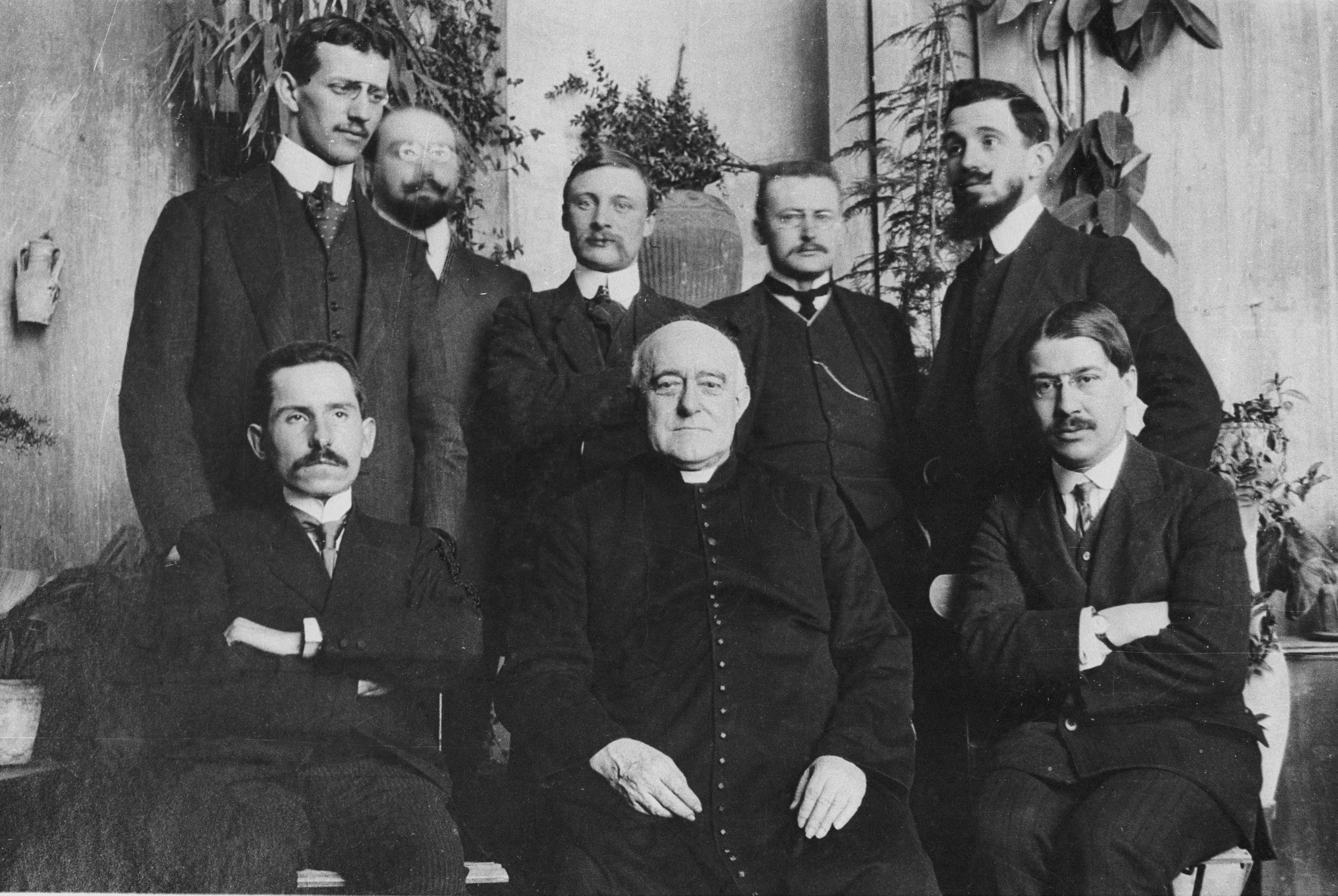
Louis Duchesne et ses élèves (École française de Rome, 1911-1912). H. Waquet, assis, à G.

Courant 1912, il ne termine pas son séjour, normalement de 2 ans, à l'École Française de Rome pour prendre la direction des Archives départementales du Finistère, où il effectue presque toute sa carrière. Il adjoint à cette fonction celle de conservateur des Antiquités et objets d'arts pour le Finistère (1915) et de conservateur du Musée départemental breton (1923).
Parallèlement, il s'implique dans la Société archéologique du Finistère, dont il est membre à son arrivée à Quimper (1911), 2e secrétaire en 1913, président à partir de 1922, jusqu'à son décès en 1958. Il participe activement aux travaux de la Société d'histoire et d'archéologie de Bretagne.
En mai 1946, il est élu président de l'Association des archivistes français, fonction qui lui permet de plaider pour une meilleure reconnaissance du métier et une harmonisation des pratiques professionnelles sur le territoire national

### Activités dans la Résistance
Après avoir affirmé en privé des positions fermement opposées à l’occupation de la France par les troupes allemandes, H. Waquet est approché en septembre 1940 par Boris Vildé, linguiste, gendre de l'historien Ferdinand Lot. Avec quelques collègues du Musée de l’Homme, Boris Vildé vient de créer un réseau de résistance dit Réseau du Musée de l'Homme rassemblant de nombreux intellectuels dans toute la France. Vildé, arrêté par la Gestapo en février 1941, livre malgré lui les noms de ses correspondants inscrits dans son répertoire, dont Henri Waquet.
Celui-ci, arrêté à son tour dans son bureau des Archives départementales de Quimper le 23 avril 1941 par la police secrète militaire allemande, la Geheime Feldpolizei, est ensuite transféré à la prison de Rennes, d’où il sort le 16 mai tout en restant sous surveillance allemande. Le 6 juillet, il est convoqué devant le tribunal militaire allemand de Quimper. Après avoir déclaré pendant l’audience son admiration pour le geste du Général de Gaulle, il est condamné à 10 ans de réclusion « pour avoir eu connaissance d’un plan de haute trahison » fin 1940.
Ironie du calendrier, c’est le même jour qu’il se voit nommé par le Secrétaire d’État à l’Éducation et à la Jeunesse membre de la commission d’études pour la rédaction et le choix d’une histoire de la Bretagne à l’usage de l’enseignement. Cette nomination est la suite logique de la co-signature le 1er décembre 1940 par Henri Waquet d’un « Placet au Maréchal Pétain, chef de l’État Français » en faveur de l’obligation de l’enseignement du breton dans toutes les écoles de la Province. Il militait en effet depuis 25 ans pour l’enseignement du breton en Bretagne, tout en réaffirmant à de nombreuses reprises son hostilité à l’autonomie de la Bretagne et son mépris pour les autonomistes, devenus pour beaucoup pro-nazis.
La condamnation d'Henri Waquet est finalement cassée et il est libéré le 3 avril 1942 par le tribunal militaire du Grand Paris du juge Ernst Roskothen, celui-là même qui avait condamné à mort en février 1942 Boris Vildé et les dirigeants parisiens du réseau du musée de l'Homme. Nommé immédiatement directeur des Archives départementales de la Dordogne, Henri Waquet rejoint Périgueux fin mai 1942. Entièrement concentré sur ses nouvelles responsabilités administratives et scientifiques, il reste alors en marge des actions de la Résistance et peut regagner Quimper en novembre 1944.
Cependant, son rôle actif de relais de propagande des réseaux résistants de septembre 1940 à juillet 1941, son militantisme précoce en faveur de l’action de de Gaulle, ses prises de position publiques anti-autonomistes, ses emprisonnements et condamnation politiques font qu’en 1949 lui est attribuée la carte d’identité des Forces Françaises Libres, puis en 1952 la carte d’interné-résistant.

## Travaux scientifiques
Henri Waquet, dès sa prise de fonction à Quimper s'est engagé dans l'étude de l'architecture bretonne et de l'art breton dans toutes leurs manifestations civiles, religieuses, urbaines, rurales.
Ses nombreuses publications témoignent de l'intensité et de la vitalité de ses recherches. Attaché à la description minutieuse des monuments bretons grands ou petits, souvent délaissés, voire méprisés, disait-il, par l'élite intellectuelle parisienne au début du XXe siècle, il met en évidence le caractère "populaire" de l'art de "l'âpre péninsule".
Il ne délaisse pas, cependant, les recherches proprement historiques sur la Bretagne, ses habitants, ses notables, à diverses périodes, de la Gaule romaine à la Renaissance et jusqu'à la période de l'Occupation. Il s'attache d'autant plus à l'étude de cette période, pour lui contemporaine, qu'il est nommé, dès 1945, correspondant pour le Finistère de la Commission d'histoire de l'occupation et de la libération de la France.
Sa tâche de directeur des archives départementales l'amène naturellement à réaliser et publier plusieurs répertoires d'archives dont ceux des séries de documents administratifs et judiciaires de la période révolutionnaire.
En 1961, sa famille, selon sa volonté, dépose aux Archives départementales du Finistère l'ensemble de ses notes, fiches, travaux préparatoires aux publications, photos et autres documents d'archives professionnelles. Ce fonds y rejoint le fonds familial Guermeur-Malingre dont Henri Waquet avait réuni et classé les éléments .
Si les historiens font fréquemment référence aux travaux de leur collègue Henri Waquet, sa notoriété s'étend aussi au grand public, par l'intermédiaire de guides touristiques largement diffusés recommandant la lecture de ses livres.

## Distinctions et reconnaissance publique
- Chevalier de la Légion d'Honneur (21 janvier 1937).
- Membre correspondant de l'Institut de France (1954).
- Commandeur des Palmes académiques (mars 1958).
- Rue Henri Waquet à Quimper, dénommée en 1987 lors du centenaire de sa naissance[13].
- Rue Henri Waquet à Brest[14].

## Publications
Henri Waquet a publié au total plus de 100 articles et ouvrages, scientifiques ou destinés à un large public cultivé et aussi des guides sur des lieux remarquables du Finistère et de Bretagne. Parmi ses publications les plus emblématiques, on peut citer :
- Le musée breton de Quimper, Paris, Henri Laurens, coll. « Collections publiques de France - Memoranda », 1926, 64 p., in-12.
- Suger, Vie de Louis VI le Gros, Paris, Les Belles Lettres, coll. « Classiques de l'histoire de France au Moyen Âge » (no 46), 1929, XXVII + 332 p.
- Histoire de la Bretagne, Paris, PUF, coll. « Que sais-je ? » (no 124), 1943 (réimpr. 2007), 128 p.
- L'Art breton, Grenoble, Arthaud (réimpr. 1942, 1960) (1re éd. 1933), 2 volumes 142 p. et 164 p.
- José-Maria de Hérédia en Bretagne, Société d'Histoire et d'Archéologie de Bretagne, Mémoires - Tome XXVII, 1947, p. 10.
- Guimiliau, Châteaulin, Éditions Jos le Doaré, coll. « Reflets de Bretagne », 1952, 30 p.
- Tableau de la Bretagne, Paris, Alpina, coll. « Tableaux de la France », 1957, 150 p.
- Locronan, Châteaulin, Éditions Jos le Doaré, coll. « Images de Bretagne », 1958, 36 p.